# Raion de Tukuma
Tukuma era un dels raions en els quals es dividia administrativament Letònia abans de la reforma territorial administrativa de l'any 2009. Per composició ètnica, hi ha el 83,9% letons, 9,3% russos, 2,2% alemanys, 1,3% ucraïnesos, 1% polonesos i 1% lituans.